# Liste des conseils des ministres du Canada
Cette liste relate les conseils des ministres du Canada et leur premier ministre respectif depuis la Confédération le 1er juillet 1867.
Par convention, chaque conseil des ministres est formé lorsqu'un nouveau premier ministre prend ses fonctions et est dissous lorsque celui-ci les quitte. L'unique exception est lors de la création d'un nouveau conseil des ministres par Robert Borden durant la Première Guerre mondiale. Ce conseil siégeait comme Unioniste alors que le précédent siégeait comme Conservateur. De plus, une élection fédérale canadienne ne provoque pas nécessairement la création d'un nouveau conseil des ministres comme c'est le cas en Australie et au Royaume-Uni. Enfin, le nombre de conseils des ministres du Canada représente le nombre de fois moins un qu'il y a eu changement de premier ministre au Canada.

## Conseils des ministres
- 1er Conseil des ministres, John Alexander Macdonald (1867–1873)
- 2e Conseil des ministres, Alexander Mackenzie (1873–1878)
- 3e Conseil des ministres, John Alexander Macdonald (1878–1891)
- 4e Conseil des ministres, John Joseph Caldwell Abbott (1891–1892)
- 5e Conseil des ministres, John Sparrow David Thompson (1892–1894)
- 6e Conseil des ministres, Mackenzie Bowell (1894–1896)
- 7e Conseil des ministres, Charles Tupper (1896)
- 8e Conseil des ministres, Wilfrid Laurier (1896–1911)
- 9e Conseil des ministres, Robert Laird Borden (1911–1917)
- 10e Conseil des ministres, Robert Laird Borden (1917–1920)
- 11e Conseil des ministres, Arthur Meighen (1920–1921)
- 12e Conseil des ministres, William Lyon Mackenzie King (1921–1926)
- 13e Conseil des ministres, Arthur Meighen (1926)
- 14e Conseil des ministres, William Lyon Mackenzie King (1926–1930)
- 15e Conseil des ministres, Richard Bedford Bennett (1930–1935)
- 16e Conseil des ministres, William Lyon Mackenzie King (1935–1948)
- 17e Conseil des ministres, Louis Stephen Saint-Laurent (1948–1957)
- 18e Conseil des ministres, John George Diefenbaker (1957–1963)
- 19e Conseil des ministres, Lester B. Pearson (1963–1968)
- 20e Conseil des ministres, Pierre Elliott Trudeau (1968–1979)
- 21e Conseil des ministres, Charles Joseph Clark (1979–1980)
- 22e Conseil des ministres, Pierre Elliott Trudeau (1980–1984)
- 23e Conseil des ministres, John Napier Turner (1984)
- 24e Conseil des ministres, Brian Mulroney (1984–1993)
- 25e Conseil des ministres, Kim Campbell (1993)
- 26e Conseil des ministres, Jean Chrétien (1993–2003)
- 27e Conseil des ministres, Paul Martin (2003–2006)
- 28e Conseil des ministres, Stephen Harper (2006–2015)
- 29e Conseil des ministres, Justin Trudeau (depuis 2015)

## Source externe
- Parlement du Canada - Conseils des ministres

- (en) Cet article est partiellement ou en totalité issu de l’article de Wikipédia en anglais intitulé « List of Canadian ministries » (voir la liste des auteurs).